# IPFire
IPFire — свободный дистрибутив на базе Linux для создания маршрутизаторов и межсетевых экранов.
С версии 2, используется только сетевой интерфейс IPCop.

## Системные требования
Модульный дизайн позволяет устанавливать и настраивать систему под заказ.
Системные требования зависят от сферы применения. Рекомендуемые таковы: 1 GHz CPU, 1 Gb RAM, 4 Gb HDD и 2 сетевых интерфейса — один для соединения с Интернетом и один для локальной сети.

## Возможности
IPFire обслуживает пользователей не слишком знакомых с сетевыми и серверными услугами. IPFire поставляется с расширенной утилитой управления пакетами (Pakfire), которая позволяет установить на базовую систему дополнения. Менеджер пакетов также устанавливает обновления безопасности.
Основные функции:
- Прокси-сервер с контентной фильтрацией и кешем для обновлений (пример: Microsoft Windows Updates и антивирусные базы)
- Intrusion detection system (Snort) with intrusion prevention-addon «guardian»
- VPN via IPsec and OpenVPN
- DHCP-server
- Caching-nameserver
- Time server
- Wake-on-LAN (WOL)
- Dynamic DNS
- Quality of Service
- Outgoing firewall
- System monitoring and Log-Analysis

## Дополнения
IPFire предоставляет расширения, которые поддерживаются командой разработчиков.
Вот некоторые из них:
- Файл- и принт-сервер (Samba и CUPS, vsftpd)
- Teamspeak
- Video Disk Recorder (VDR)
- Почтовый сервер — Postfix, SpamAssassin, ClamAV, Amavis (amavisd-new)
- Потоковый сервер (MPD a.o.)

## Портирование
IPFire был портирован на ARM архитектуру 2011. Сейчас запускается на Pandaboard, Raspberry Pi и Marvell Kirkwood платформе DreamPlug.

## Дополнительно
- IPFire является частью c't-Debian-server версии 4, которая была выпущена в августе 2009 года.